# 法式火锅
，或译《多丹·布法内的欲望》（法語：La Passion de Dodin Bouffant），是2023年上映的法国历史爱情片，由陈英雄编剧，茱麗葉·畢諾許和伯努瓦·马吉梅尔主演。故事发生在1885年，讲述一名厨师和一名美食家之间的浪漫关系，其中美食家的原型是瑞士作家马塞尔·鲁夫在小说《美食家多丹·布法内的生活与热情》（La Vie et la passion de Dodin-Bouffant, gourmet）中创造的角色多丹·布法内。
电影于2023年5月24日在第76屆坎城影展首映，参与主竞赛单元角逐，最终导演陈英雄获得最佳導演獎。2023年11月8日，电影在法国院线上映，高蒙電影公司负责发行。获选为法国参与第96届奥斯卡金像奖最佳国际影片奖角逐的作品，入围包括15部电影的短名单。

## 梗概
故事发生在1885年的法国，厨师欧仁妮在美食家多丹手下工作了20年，是行业顶尖人士。也因为经常一起出现在厨房里，两人情愫不断升温。同时也因为有着喜欢美食的共同爱好，两人创造出大量首屈一指的美味精致菜肴，吸引全世界的饕餮客。然而欧仁妮崇尚自由，迟迟不愿意和多丹喜结连理。为了打动欧仁妮的芳心，多丹第一次为她掌勺。

## 演员
- 茱麗葉·畢諾許 饰 欧仁妮（Eugénie）
- 伯努瓦·马吉梅尔（英语：Benoît Magimel） 饰 多丹·布法内（Dodin Bouffant）
- 埃马努埃尔·萨兰热（Emmanuel Salinger）饰 拉巴兹（Rabaz）
- 帕特里克·达苏姆考（英语：Patrick d'Assumçao） 饰 格里莫（Grimaud）
- 加拉泰娅·贝鲁奇（Galatea Bellugi）饰 薇奥莱特（Violette）
- 扬·哈梅内克（Jan Hammenecker）饰 马戈（Magot）
- 弗雷德里克·菲斯巴赫（Frédéric Fisbach）饰 博布瓦（Beaubois）
- 邦妮·夏诺-拉瓦尔（Bonnie Chagneau-Ravoire）饰 宝琳（Pauline）
- 让-马克·鲁洛（Jean-Marc Roulot）饰 奥古斯但（Augustin）
- 扬尼克·兰德赖恩（Yannik Landrein）饰 宝琳的父亲
- 莎拉·阿德勒（英语：Sarah Adler） 饰 宝琳的母亲

## 制片
电影于2022年4月和5月拍摄，主要在法国曼恩-卢瓦尔省阿尔戈河畔沙泽拉金城堡取景。法国厨师在片中皮埃尔·加涅尔担任烹饪导演，同时扮演了厨师的小角色。主演茱麗葉·畢諾許和伯努瓦·马吉梅尔在1998年到2003年间是伴侣，两人有一个女儿。

## 发行
电影入选第76屆坎城影展主竞赛单元，争夺金棕榈奖，2023年5月24日全球首映。电影受邀在第28届釜山国际电影节展映，入选“Icon”单元，2023年10月6日放映。电影于2023年11月8日在法国院线上映，由高蒙电影公司发行。IFC影业和Sapan Studio共同买下电影的美国发行权，定于2024年2月9日在美国有限上映，2月14日全国上映。

## 评价
根据評論匯總网站爛番茄汇总的64篇评论文章，98%的评论家给予该作正面评价，平均打分为8.4分（满分10分）。在Metacritic上，根據15位影評人給予83分（滿分100分），這部電影獲得了「一致好評」。

### 获奖与提名
| 大奖                    | 颁奖日期       | 奖项                        | 获得者        | 结果       | 参考   |
| ----------------------- | -------------- | --------------------------- | ------------- | ---------- | ------ |
| 奥斯卡金像奖            | 2024年3月10日  | 最佳国际影片                | 《法式火锅》  | 入圍短名單 | [ 24 ] |
| Astra电影奖             | 2024年1月6日   | 最佳国际女演员              | 茱麗葉·畢諾許 | 待定       | [ 25 ] |
| Astra电影奖             | 2024年1月6日   | 最佳国际电影                | 《法式火锅》  | 待定       | [ 25 ] |
| Astra电影奖             | 2024年1月6日   | 最佳国际电影制片人          | 陳英雄        | 待定       | [ 25 ] |
| 波士頓影評人協會        | 2023年12月10日 | 最佳摄影                    | 乔纳森·里克堡 | 獲獎       | [ 26 ] |
| 戛纳电影节              | 2023年5月27日  | 金棕榈奖                    | 陈英雄        | 提名       | [ 27 ] |
| 戛纳电影节              | 2023年5月27日  | 最佳導演                    | 陈英雄        | 獲獎       | [ 27 ] |
| 评论家选择电影奖        | 2024年1月14日  | 最佳外語片                  | 《法式火锅》  | 待定       | [ 28 ] |
| 达拉斯—沃斯堡影评人协会 | 2023年12月18日 | 最佳外语片                  | 《法式火锅》  | 季军       | [ 29 ] |
| 哥谭奖                  | 2023年11月27日 | 最佳配角演出                | 茱麗葉·畢諾許 | 提名       | [ 30 ] |
| 盧米埃獎                | 2024年1月22日  | 最佳摄影                    | 乔纳森·里克堡 | 待定       | [ 31 ] |
| 米尔谷电影节            | 2023年10月16日 | 观众票选奖 – 世界电影       | 《法式火锅》  | 獲獎       | [ 32 ] |
| 米什科尔茨国际电影节    | 2023年9月9日   | 艾默利·普萊斯柏格最佳影片奖 | 《法式火锅》  | 提名       | [ 33 ] |
| 蒙特克莱尔电影节        | 2023年10月20日 | 观众票选奖 – 世界电影       | 《法式火锅》  | 獲獎       | [ 34 ] |
| 棕榈泉国际电影节        | 2024年1月4日   | 最佳国际电影                | 《法式火锅》  | 待定       | [ 35 ] |
| 聖塞瓦斯蒂安國際電影節  | 2023年9月30日  | 最佳烹饪电影                | 《法式火锅》  | 獲獎       | [ 36 ] |
| 华盛顿特区影评人协会    | 2023年12月10日 | 最佳外语片                  | 《法式火锅》  | 提名       | [ 37 ] |
| 卫星奖                  | 2024年2月18日  | 最佳女配角                  | 茱麗葉·畢諾許 | 待定       | [ 38 ] |